# Cameraria tubiferella
Cameraria tubiferella är en fjärilsart som först beskrevs av James Brackenridge Clemens 1860.  Cameraria tubiferella ingår i släktet Cameraria och familjen styltmalar. Inga underarter finns listade i Catalogue of Life.

## Bildgalleri

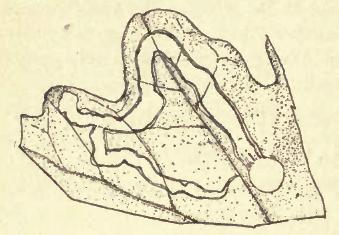